# Liste des évêques de Lugo

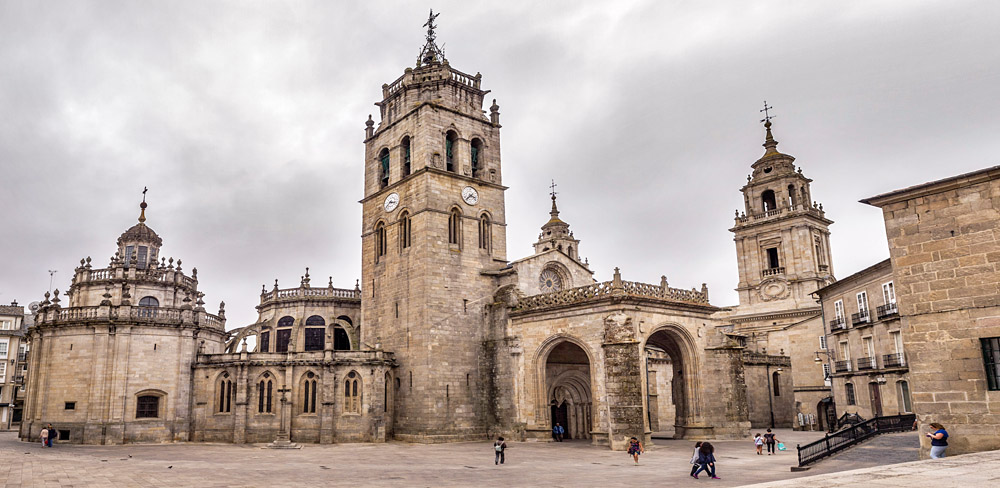
Panoramique de la cathédrale Sainte-Marie de Lugo vue de l'abside.

Liste des évêques du diocèse de Lugo en Espagne :

## Liste des évêques deLugo(Espagne)
- Heiliger Capiton
- Agrestio (vers 433)
- Nitigio, Nitigis, Nitigisio ou Nitigesio (ca. 570-ca. 585)
- Becila (vers 589)
- Vasconio (vers 633 jusqu'à 646)
- Hermenegildo I. (vers 653 jusqu'à 656)
- Rectógenes (vers 657)
- Eufrasio (vers 681 jusqu'à 688)
- Potencio (vers 695)
- Odoario (ca. 750-ca. 780)
- Adulfo (vers 832)
- Gladilano (842/850-um 861)
- Froilan (vers 875-883)
- Flaviano ou Flayano (883-vers 885)
- Recaredo (vers 885-923/4)
- Ero (924-941)
- Gonzalo/Gudesteo (942-950)
- Hermenegildo II. (950-985)
- Pelayo (985-vers 1000)
- Diego (vers 1017)
- Suario (vers 1022)
- Pedro I. (vers 1022-1058)
- Maurelo (1058-1060)
- Vistrario (1060-1086)
- Amor (1088-1096)
- Pedro II. (1098-1113)
- Pedro III. (1114-1133)
- Guido (1134-1152)
- Juan (1152-1181)
- Rodrigo I. Menéndez (1181-1182)
- Rodrigo II. Fernández (1182-1218)
- Ordoño (1218-1226)
- Miguel (1226-1270)
- Fernando Arias (1270-1276)
- Juan Martínez (1277-1281)
- Alonso Yáñez (1281-1284)
- Arias Soga (1284-1286)
- Fernando Pérez de Paramo (1286-1294)
- Arias de Medin (1294-1300)
- Rodrigo Martínez (1300-1306)
- Juan Hernández (1307-1318)
- Rodrigo Ibáñez (1319-1327)
- Juan Martínez (1327-1348/9)
- Pedro López de Aguilar (1349-1390)
- Lope (1390-1403)
- Juan de Freijo (1403-1409)
- Juan Enríquez (1409-1417)
- Fernando de Palacios (1418-1434)
- Álvaro Pérez de Osorio (1434-1440)
- García Martínez de Bahamonde (1440-1445) (1re fois)
- Pedro Silva y Tenorio (1445-1447)
- García Martínez de Bahamonde (1447-1475) (2e fois)
- Alonso Enríquez de Lemos (1476-1494/5)
- Alonso Suárez de la Fuente del Sauce (1495-1500)
- Diego Ramírez de Guzmán (7 février 1500-26 juin 1500) (aussi évêque de Catane)
- Pedro Ribera (1500-1530)
- Martín Tristán Calvete (1534-1539) (aussi évêque d'Oviedo)
- Juan Suárez Carvajal (1539-1561)
- Francisco Delgado López (1561-1566) (aussi évêque de Jaén)
- Fernando Vellosillo Barrio (1567-1587)
- Juan Ruiz de Villarán (1587-1591)
- Lorenzo Asensio Otaduy Avendaño (1591-1599) (aussi évêque d'Avila)
- Pedro Castro Nero (1599-1603) (aussi évêque de Ségovie)
- Juan García Valdemora (1603-1612) (aussi évêque de Tui)
- Alfonso López Gallo (1612-1624) (aussi évêque de Valladolid)
- Diego Vela Becerril (1624-1632) (aussi évêque de Tui)
- Diego Castejón Fonseca (1634-1636)
- Juan Vélez de Valdivielso (1636-1641) (aussi évêque d'Avila)
- Pedro Rosales Encio (1641-1642)
- Juan (de la Serna) Sánchez Alonso de Guevara (1643-1646)
- Juan del Pozo Horta, O.P. (1646-1650) (aussi évêque de León)
- Francisco de Torres Sánchez de Roa (1650-1651)
- Juan Bravo Lasprilla (1652-1660)
- Andrés Girón (1660-1664)
- Matías Moratinos Santos (1664-1669)
- Juan Asensio (1669-1673) (aussi évêque d'Avila)
- Juan Aparicio Navarro (1673-1680) (aussi évêque de León)
- Antonio Medina Cachon y Ponce de Leon (1680-1685) (aussi évêque de Cartagène)
- Miguel de Fuentes y Altossano (1685-1699)
- Lucas Bustos de la Torre (1700-1710)
- Andrés Capero Agramunt, O. Carm. (1713-1719)
- Manuel Santa Maria Salazar (1720-1734)
- Cayetano Gil Taboada (1735-1745) (aussi archevêque de Saint-Jacques-de-Compostelle)
- Juan Bautista Ferrer y Castro (1745-1748)
- Francisco Izquierdo y Tavira, O.P. (1748-1762)
- Juan Sáenz de Bururaga (1762-1768) (aussi archevêque de Saragosse)
- Francisco Armañá Font, O.S.A. (1768-1785) (aussi archevêque de Tarragone)
- Antonio Paramo Somoza (1785-1786)
- Felipe Pelaez Caunedo (1786-1811)
- José Antonio Azpeitia de y Sáenz de Santamaria (1814-1824) (aussi évêque de Cartagène)
- Hipólito Antonio Sánchez Rangel de Fayas, O.F.M. (1824-1839)
- Santiago Rodríguez Gil, O.P. (1847-1857)
- José Ríos de los Lamadrid (1857-1884)
- Gregorio María Aguirre y García, O.F.M. (1885-1894) (aussi archevêque de Burgos)
- Benito Murúa y López (1894-1909) (aussi archevêque de Burgos)
- Manuel Basulto y Jiménez (1909-1919) (aussi évêque de Jaén)
- Plácido Ángel Rey de Lemos, O.F.M. (1919-1927)
- Rafael Balanzá y Navarro (1928-1960)
- Antonio Oña de Echave (1961-1979)
- José Higinio Gómez González, O.F.M. (1980-2007)
- Alfonso Carrasco Rouco (es) (2007-...)